# Ciudad de Barcelona
Il Ciudad de Barcelona è un traghetto appartenente alla compagnia di navigazione Grimaldi Trasmed.

## Servizio
Varato il 15 luglio 2010 nel cantiere navale Astilleros Hijos de J. Barreras di Vigo con il nome di Volcán del Teide e consegnato il 9 gennaio 2011 alla Naviera Armas, prende servizio a febbraio nei collegamenti tra Las Palmas de Gran Canaria e Santa Cruz de Tenerife.
Dall'8 marzo 2011 si aggiunge uno scalo finale a Huelva.
Il 16 luglio 2021 ne viene annunciata la cessione alla neonata Grimaldi Trasmed, continuando tuttavia ad operare fino al 2022 per il vecchio armatore.

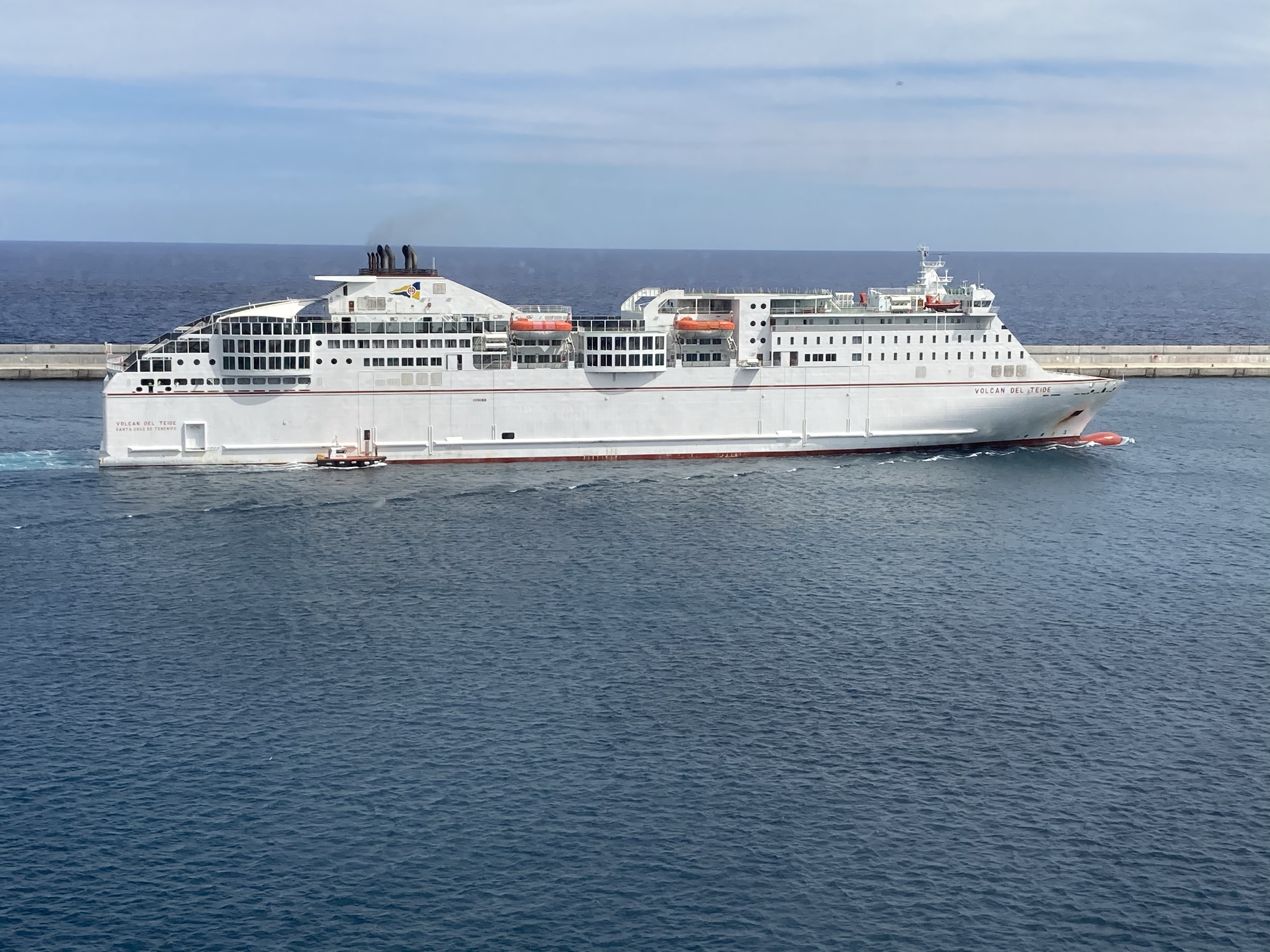
Il Volcan del Teide nel 2021.

Nel giugno del 2022 viene consegnato alla Grimaldi Trasmed e, ribattezzato Ciudad de Barcelona, prende servizio nel luglio successivo nei collegamenti tra Barcellona, Alcudia, Mahón e tra Barcellona e Palma di Maiorca.

## Navi gemelle
- Volcán de Tinamar